# Карасово (Бабаєвський район)
Карасово — присілок в Бабаєвському районі Вологодської області Росії.
Входить до складу Борисовського сільського поселення.
Відстань по автодорозі до районного центру Бабаєво — 64 км, до центру муніципального утворення села Борисово-Судське по прямій — 2 км. Найближчі населені пункти — с. Зворикіно, с. М'ятино, с. Судаково. Станом на 2002 рік проживало 79 чоловік.